# 일본 이름

山田太郎는 전형적인 일본인 남성의 이름으로, 작성 양식에서 한국의 '홍길동'과 같은 용도로 쓰인다. 여성형은 야마다 하나코(山田花子).

일본 이름은 성씨와 이름으로 구성된다. 성씨는 일본어로 묘지(일본어: 名字 또는 苗字)라고 한다. 성(姓)과 씨(氏), 자(字)등은 엄밀하게는 모두 별개의 개념인데, 오늘날의 일반인들은 엄격하게 구분하지 않는다.
일본에서는 성과 이름을 함께 가리킬 때는 흔히 '시메이'(성명) (일본어: 氏名)라는 말을 쓴다. 성이 먼저 이름이 나중인 순서는 동아시아 국가에 공통적이며 서구권에서는 쓰이지 않고, 홍콩이나 베트남 등은 한자 문화권이지만 미들 네임을 쓴다. 성명을 한자로 표기하는 공통점도 있다.
일본의 묘지에는 지명과 더불어 특수하고 자의적인 읽기가 많아, 별도의 인명, 지명읽기 사전이 존재할 정도로 복잡하다. 이 때문에 처음 만난 사람과 명함을 교환할 때 등 상대의 이름을 확인할 때, 상대의 이름을 읽기 어려울 경우, 무엇이라고 읽는지 묻는 것은 큰 실례가 아니다.
묘지는 한국어로는 성이나 성씨로 옮기지만, 약간 개념이 다르다. 일본에서도 성(姓)이나 성씨라는 말을 묘지와 동일하게 쓰는 경우가 많으나 엄밀하게는 성과 묘지가 구별된다. 특히 옛 일본에서는 동일 인물이 성과 묘지를 따로 쓰기도 하여 구별되었다. 한국, 중국, 베트남의 성은 부계 혈통을 나타내는 표지로서 아버지의 성을 자식이 이어받고, 자녀가 출가하더라도 성이 변하는 일이 없어 성은 곧 부계혈통을 나타낸다. 반면 일본의 묘지는 한 집안 또는 가문이라는 소속을 나타내나, 그 소속원이 반드시 동일 혈통임을 뜻하는 것은 아니다. 결혼한 일본 여성의 이름은 남편의 묘지로 바뀌는데 (혼인 성씨), 이것은 그 여성이 그 집안(남편의) 소속이 되었다는 것을 나타낸다. 일본의 역사에서 한 인물의 성이 바뀌는 경우가 잦은 연유는 일본의 묘지가 성과 다르기 때문이다. 혼인 성씨를 따르는 서양에서는 본인이 원하면 혼전 성씨를 계속 사용할 수 있으나 일본에서는 본인이 원하더라도 혼전 성씨를 사용할 수 없다. 일본 최고재판소는 강제로 성씨를 바꾸는 것이 합헌이라고 판결했다.
일본은 다른 한자사용국과 달리 한자의 용법에 따라 음독과 훈독의 두 가지 읽는 방법이 있는데, 이는 성명에도 적용된다. 특히 묘지는 훈독이 두드러지게 나타난다. 한편 이름에 한하여 사용되는 특수한 훈독도 있는데, 이를 나노리라고 한다. 1자 1음을 원칙으로 하는 다른 한자문화권과 달리, 일본인의 성명은 이 때문에 표기 문자와 발음의 수가 일치하지 않는다. 즉 표기상 한자 1자로 표기되는 성씨 橘는 다치바나(たちばな)라는 4박으로 읽히고, 한자 3자인 御手洗를 미타라이(みたらい)라는 4박으로 읽는 식이다. 이름은 대개 2~3글자이며, 성과 이름을 합하면 적게는 2자에서 많게는 5~6자 이상까지 있다.
| 성     | 정식표기   | 읽기(히라가나)   |
| 1음절  | 井         | い               |
| 2음절  | 原         | はら             |
| 3음절  | 中居       | なかい           |
| 4음절  | 松村       | まつむら         |
| ５음절 | 柊野       | ひいらぎの       |
| ６음절 | 東稲葉     | ひがしいなば     |
| ７음절 | 上高垣内   | うえたかがいと   |
| ８음절 | 清瀬義三郎 | きよせぎさぶろう |

일본성은 대개 새김으로 읽히는 한자 표기이나 히라가나, 가타카나 등의 문자가 들어가는 경우도 있으며, 또한 상용한자 이외의 벽자가 들어간 성은 벽자 부분을 가나로 바꿔쓰는 경우도 있다.
- 江ノ本(에노모토),市ケ谷(이치가야),屼の下(하게노시타),甘サ(아마사)
- 草彅→草なぎ

한국이나 중국과 다르게 일본은 여자가 결혼으로 성을 바꾸는 것 외에도 양자·데릴사위·가업 세습 등 이런저런 이유로 성을 바꾸는 것이 예사로운 사회이다. 예컨대 일본 수상을 지낸 기시 노부스케(岸信介)와 사토 에이사쿠(佐藤榮作)는 성은 각각 기시(岸)·사토(佐藤)로 갈려 있어도 엄연한 친형제간이다.

### 황족
일본의 황족은 성 대신 궁호를 가지며, 특히 천황이나 황태자는 아예 성이 없고 이름만 있다. 황족의 이름은 세간의 유행에 따르지 않고 예스러운 것을 쓰고 천황이나 황태자가 아닌 황족은 사는 곳에 따라 붙인 궁호를 성과 같이 쓴다. (남자 황족은 XX히토 여자 황족은 XX코) 또한 일본에서는 여자가 결혼하면 남편 성을 따르는 것에 그치지 않고 신분까지 같이 조정된다. 이 때문에 일반인 여자가 황족 남자와 결혼하면 궁호를 받고 황족이 되지만 도리어 구로다 사야코와 같이 황족 여자가 일반인 남자와 결혼하면 황족 신분을 잃게 된다.

### 유령 성씨
일본의 성은 종류가 아주 많고 다양하며 한자 읽는 법이 자유롭기 때문에 실제로 쓰는 이가 없는 성이 있는 것처럼 문헌이나 잡학사전등에 실린 경우가 있는데, 이를 유령 성씨라고 한다. 유령 성씨가 생기는 까닭에는 여러가지가 있지만, 성과 이름의 구별을 잘못한 기본적인 실수부터 인쇄상의 실수가 와전된 것, 한자풀이를 재미있게 하기 위한 장난까지 다양하다. 일본에서 만든 한자이자, 가장 획수가 많은 한자로 알려지는 다이토도 유령 성씨일 가능성이 있다.
- 春夏秋冬:한자로 춘하추동을 쓰고 "한해"라고 풀었음
- 十八女:여자 나이 18살은 한창때라는 의미에서 "한창때"로 읽음
- 西周:성이 니시인데, 니시아마네 전체를 한 묶음으로 잘못 앎

### 일본의 흔한 성씨
통계에 따르면 일본에는 291,129 가지의 성씨가 있다. (철자 혹은 로마식 표기가 비슷한 것들이 많지만 각각 별개로 본다.) 상위 10개의 성씨가 총 인구 중 약 10퍼센트를 차지하고, 상위 7000개의 성씨가 약 96퍼센트 조금 넘게 차지한다.
아래의 순위는 2004년부터 2006년, 총 3년 동안 일본 전화번호부에 나온 성씨들을 평균낸 것이다.
| 순위 | 한자      | 한글              | 평균 수 (2004–2006) |
| ---- | --------- | ----------------- | ------------------- |
| 1    | 佐藤      | 사토              | 456,430             |
| 2    | 鈴木      | 스즈키            | 403,506             |
| 3    | 高橋      | 다카하시          | 335,288             |
| 4    | 田中      | 다나카            | 314,770             |
| 5    | 渡辺 渡邊 | 와타베/ 와타나베  | 263,817             |
| 6    | 伊藤      | 이토              | 255,876             |
| 7    | 山本      | 야마모토          | 254,662             |
| 8    | 中村      | 나카무라          | 249,509             |
| 9    | 小林      | 고바야시          | 241,651             |
| 10   | 斎藤 斉藤 | 사이토            | 225,404             |
| 11   | 加藤      | 가토              | 203,101             |
| 12   | 吉田      | 요시다            | 197,460             |
| 13   | 山田      | 야마다            | 197,460             |
| 14   | 佐々木    | 사사키            | 169,617             |
| 15   | 山口      | 야마구치          | 152,065             |
| 16   | 松本      | 마쓰모토          | 149,007             |
| 17   | 井上      | 이노우에          | 143,552             |
| 18   | 木村      | 기무라            | 137,160             |
| 19   | 林        | 하야시            | 129,673             |
| 20   | 清水      | 시미즈            | 123,953             |
| 21   | 山崎      | 야마자키 야마사키 | 114,802             |
| 22   | 森        | 모리              | 110,430             |
| 23   | 阿部 安倍 | 아베              | 108,369             |
| 24   | 池田      | 이케다            | 108,369             |
| 25   | 橋本      | 하시모토          | 105,778             |

| 순위 | 한자      | 한글              | 평균 수 (2004–2006) |
| ---- | --------- | ----------------- | ------------------- |
| 26   | 山下      | 야마시타          | 102,647             |
| 27   | 石川      | 이시카와          | 97,704              |
| 28   | 中島 中嶋 | 나카지마 나카시마 | 95,699              |
| 29   | 前田      | 마에다            | 93,207              |
| 30   | 藤田      | 후지타            | 91,298              |
| 31   | 小川      | 오가와            | 91,298              |
| 32   | 岡田      | 오카다            | 89,856              |
| 33   | 後藤      | 고토              | 89,818              |
| 34   | 長谷川    | 하세가와          | 87,815              |
| 35   | 村上      | 무라카미          | 86,992              |
| 36   | 近藤      | 곤도              | 86,695              |
| 37   | 石井      | 이시이            | 86,234              |
| 38   | 坂本      | 사카모토          | 78,849              |
| 39   | 遠藤      | 엔도              | 78,178              |
| 40   | 青木      | 아오키            | 76,233              |
| 41   | 藤井      | 후지이            | 75,826              |
| 42   | 西村      | 니시무라          | 75,264              |
| 43   | 福田      | 후쿠다            | 74,510              |
| 44   | 太田      | 오타              | 74,352              |
| 45   | 三浦      | 미우라            | 72,640              |
| 46   | 藤原      | 후지와라          | 72,569              |
| 47   | 岡本      | 오카모토          | 71,443              |
| 48   | 松田      | 마쓰다            | 71,102              |
| 49   | 中川      | 나카가와          | 70,500              |
| 50   | 中野      | 나카노            | 70,082              |

## 이름
일본인의 이름에 사용할 수 있는 문자는 한자와 히라가나, 가타카나이다. 인명용 한자는 일본법무성이 정한 호적법규정별표에 따라 그 수와 자체에 제한이 있어 비상용 한자는 쓸 수 없으나, 한자를 읽는 법은 제약없이 마음대로 정할 수 있다. 이에 따라 재일교포나 재일화교 등이 일본인으로 귀화할 때, 인명용 한자에 포함되지 않은 한자로 된 이름은 받아들여지지 않는 경우가 있다.
일본에서는 순서에 따라 이름에 수를 뜻하는 한자를 넣는 경우가 상당수 존재한다. 예컨대 맏아들에게 다로(太郎) 또는 이치로(一郎)라고 이름을 붙이고, 둘째 아들에게 지로(二郎 또는 次郎), 셋째 아들에게 사부로(三郎)라고 이름을 붙이며, 넷째 아들은 시(四)로, 다섯째 아들은 고(五)로, 여섯째 아들은 로쿠(六)로, 일곱째 아들은 시치(七)로, 여덟째 아들은 하치(八)로, 아홉째 아들은 구(九)로, 열째 아들은 주(十)로라고 이름을 붙이는 경우가 있다. 딸은 히토하 - 후타바 - 미쓰하 - 요쓰하의 예가 있다.

## 외국어 표기 및 발음

### 라틴 문자 표기 및 발음
일본어의 라틴 문자 표기는 흔히 일본어의 로마자 표기법에 따른다. 일본 이름을 라틴 문자로 적는 경우 서양식으로 이름+성과 같이 표기하는 경우가 대개이다. 그러나 요즘에는 일본식으로 표기하는 경우도 는다. 일본어 로마자 표기법에 따라 표기하게 되어 있는 장음표시(-) 부호는 보통 생략된다.

### 한국어 표기 및 발음
일본 이름은 역사적 인물과 현대 인물 모두 원어 발음에 따라 표기하고 발음하는 것이 원칙이다. 다만 외래어 표기법에 따라 일본어에서는 엄격하게 구별하는 장단음 구별이나, 음절 첫머리의 유성-무성이 한글로 적었을 때는 구별되지 않는 경우가 있다. 일본 인물 가운데 한국사와 관련있는 잘 알려진 인물들 도요토미 히데요시나 이토 히로부미 등은 한국 한자음 발음에 따라 관용적으로 읽는 경우(풍신수길, 이등박문 따위)가 있으며 과거의 저작물에는 그런 경향이 두드러졌다.

## 외국인의 일본 이름
한국인들도 일본어를 배우거나 일제강점기 때 창씨개명한 영향으로 일본 이름을 가지기도 한다. 대표적인 예가 장훈인데, 재일 한국인인 그는 하리모토 이사오(張本勳)라는 일본 이름을 가진다. 신격호(시게미쓰 다케오) 회장처럼 광복 전 창씨개명 때 사용하던 이름을 계속 사용하는 경우도 있다.
대만계 귀화 일본인 야구 선수 왕전즈(王貞治)는 표기는 중국 이름 그대로 하고 독음은 일본식으로 훈독하여 오 사다하루라고 읽는 일본식 이름을 쓴다.
스모 선수들 역시 링네임으로 일본식 이름을 사용한다.

## 같이 보기
- 아마미 제도의 성씨
- 오키나와의 성씨